# Gran Premio di Germania 2012
Il Gran Premio di Germania 2012 è stata la decima prova della stagione 2012 del campionato mondiale di Formula 1. Si è disputata domenica 22 luglio 2012 sul circuito di Hockenheim. La gara è stata vinta da Fernando Alonso su Ferrari, al suo trentesimo successo in carriera. Alonso ha preceduto sul traguardo Jenson Button su McLaren-Mercedes e Kimi Räikkönen su Lotus-Renault.
Sul traguardo era giunto secondo Sebastian Vettel, ma è stato penalizzato per una manovra scorretta.

## Vigilia

### Sviluppi futuri
Il 10 luglio 2012 Mark Webber annuncia il rinnovo del contratto che lo lega alla Red Bull Racing anche per la stagione 2013.
L'altro circuito che ospita il Gran Premio di Germania, il Nürburgring, si dibatte in gravi difficoltà finanziarie. Per tale ragione Bernie Ecclestone propone il non pagamento della tassa dovuta per poter ospitare il Gran Premio nel 2013; Ecclestone annuncia anche la sua disponibilità a organizzare il Gran Premio egli stesso, sostenendone i costi e acquisendone i ricavi.

### Aspetti tecnici
La Pirelli, fornitore unico degli pneumatici, annuncia per questo Gran Premio coperture di tipo medio e morbido. La casa milanese porta un tipo di gomme dure di tipo sperimentale, che vengono testate nelle prove libere del venerdì.
Vengono apportate delle modifiche alla via di fuga della NordKurve, al fine di penalizzare maggiormente i piloti, che sbagliando il punto di staccata, e andando lunghi, uscissero dal tracciato. Per tale ragione è stata ampliata la striscia di erba sintetica al bordo del tracciato.
La zona per l'attivazione del DRS in gara viene stabilita sull'allungo Parabolika, con determinazione del distacco tra i piloti stabilito alla curva 4. È la prima volta che su tale tracciato viene indicata una zona per la determinazione dell'uso del DRS, essendo tale pista non utilizzata nel 2011.
La Lotus sperimenta sulla vettura di Kimi Räikkönen un dispositivo sull'alettone anteriore che ripropone il concetto del F-duct. Il sistema prende spunto da quanto utilizzato dalla Mercedes F1 W03. La soluzione non viene utilizzata per la gara.

### Aspetti sportivi
Romain Grosjean, Nico Rosberg e Mark Webber sono penalizzati di cinque posizioni sulla griglia di partenza a causa della sostituzione del cambio.
Derek Warwick è nominato commissario aggiunto, da parte della FIA, per il Gran Premio. Il pilota britannico era già stato indicato nel Gran Premio d'Ungheria 2010.
Nella prima sessione di prove del venerdì lo spagnolo Dani Clos prende il posto di Narain Karthikeyan alla HRT, Valtteri Bottas quello di Bruno Senna alla Williams e Jules Bianchi quello di Paul di Resta alla Force India.

## Prove

### Resoconto
La prima giornata di prove è caratterizzata dalla presenza di piogge intermittenti, nelle due sessioni. Jenson Button ha ottenuto il miglior tempo nella prima sessione, davanti a Lewis Hamilton e Fernando Alonso. Molte sono state le uscite dal tracciato con Valtteri Bottas che ha colpito le protezioni nella via di fuga al Motodrom.
La seconda sessione è stata penalizzata da una forte pioggia che ha reso inizialmente il tracciato molto bagnato, mentre col passare dei minuti le condizioni meteorologiche sono migliorate. Nella parte centrale della sessione i piloti hanno potuto utilizzare gomme intermedie: in questo frangente Pastor Maldonado ha ottenuto il miglior crono della sessione. Pedro de la Rosa ha perduto molta parte della sessione per dei problemi tecnici. Successivamente, a causa di una sua uscita di pista, i commissari sono costretti a esporre le bandiere rosse.
Nella sessione del sabato la pista si presenta asciutta, con la pioggia che colpisce il tracciato solo negli ultimi minuti delle prove. Il tempo più basso è di Fernando Alonso, davanti a Lewis Hamilton. L'altro pilota della McLaren, Jenson Button invece, concentradosi su un assetto da bagnato, risulta ultimo della sessione. Charles Pic della Marussia salta la prima parte del turno per la sostituzione del motore.

### Risultati
Nella prima sessione del venerdì si è avuta questa situazione:
| Pos | Nº | Pilota          | Costruttore      | Tempo    | Gap    | Giri |
| --- | -- | --------------- | ---------------- | -------- | ------ | ---- |
| 1   | 3  | Jenson Button   | McLaren-Mercedes | 1'16"595 |        | 27   |
| 2   | 4  | Lewis Hamilton  | McLaren-Mercedes | 1'17"093 | +0"498 | 22   |
| 3   | 5  | Fernando Alonso | Ferrari          | 1'17"370 | +0"775 | 21   |

Nella seconda sessione del venerdì si è avuta questa situazione:
| Pos | Nº | Pilota           | Costruttore             | Tempo    | Gap    | Giri |
| --- | -- | ---------------- | ----------------------- | -------- | ------ | ---- |
| 1   | 18 | Pastor Maldonado | Williams-Renault        | 1'27"476 |        | 14   |
| 2   | 8  | Nico Rosberg     | Mercedes                | 1'27"564 | +0"088 | 24   |
| 3   | 1  | Sebastian Vettel | Red Bull Racing-Renault | 1'27"902 | +0"426 | 24   |

Nella sessione del sabato mattina si è avuta questa situazione:
| Pos | Nº | Pilota          | Costruttore      | Tempo    | Gap    | Giri |
| --- | -- | --------------- | ---------------- | -------- | ------ | ---- |
| 1   | 5  | Fernando Alonso | Ferrari          | 1'16"014 |        | 14   |
| 2   | 4  | Lewis Hamilton  | McLaren-Mercedes | 1'16"091 | +0"077 | 21   |
| 3   | 15 | Sergio Pérez    | Sauber-Ferrari   | 1'16"202 | +0"188 | 21   |

## Qualifiche

### Resoconto
Le qualifiche iniziano con pista asciutta, anche se la possibilità che la pioggia arrivi sul tracciato è molto alta, tanto che tutti i piloti affrontano subito la pista. Inizialmente tutti i migliori team optano per gomme medie, prima di passare alle soft. Il miglior tempo è di Kimi Räikkönen, mentre vengono eliminati i due piloti della Caterham, i due della Marussia, i due dell'HRT e Jean-Éric Vergne, passato in classifica da Michael Schumacher solo all'ultimo tentativo.
La pioggia fa capolino sulla pista poco prima della Q2, tanto che la FIA bandisce l'uso del DRS. La pioggia rende problematica la scelta delle gomme e di quando affrontare il giro lanciato. Il miglior tempo è fatto da Lewis Hamilton, mentre vengono eliminati i due piloti della Sauber, assieme con Daniel Ricciardo, Felipe Massa, Romain Grosjean, Bruno Senna e Nico Rosberg.
Anche la Q3 è caratterizzata dalla pioggia. Alonso fa segnare il tempo migliore, e nessuno dei suoi avversari è capace di battere lo spagnolo che, anzi, riesce a migliorarsi nell'ultimo tentativo. Per Alonso è la seconda pole consecutiva, la ventiduesima ed attualmente ultima nel mondiale.

### Risultati
Nella sessione di qualifica si è avuta questa situazione:
| Pos                         | Nº | Pilota             | Costruttore          | Q1       | Q2       | Q3       | Griglia |
| --------------------------- | -- | ------------------ | -------------------- | -------- | -------- | -------- | ------- |
| 1                           | 5  | Fernando Alonso    | Ferrari              | 1'16"073 | 1'38"521 | 1'40"621 | 1       |
| 2                           | 1  | Sebastian Vettel   | Red Bull-Renault     | 1'16"393 | 1'38"309 | 1'41"026 | 2       |
| 3                           | 2  | Mark Webber        | Red Bull-Renault     | 1'16"500 | 1'39"382 | 1'41"496 | 8       |
| 4                           | 7  | Michael Schumacher | Mercedes             | 1'16"686 | 1'38"010 | 1'42"459 | 3       |
| 5                           | 12 | Nico Hülkenberg    | Force India-Mercedes | 1'16"271 | 1'39"467 | 1'43"501 | 4       |
| 6                           | 18 | Pastor Maldonado   | Williams-Renault     | 1'16"181 | 1'38"731 | 1'43"950 | 5       |
| 7                           | 3  | Jenson Button      | McLaren-Mercedes     | 1'16"507 | 1'38"659 | 1'44"113 | 6       |
| 8                           | 4  | Lewis Hamilton     | McLaren-Mercedes     | 1'16"221 | 1'37"365 | 1'44"186 | 7       |
| 9                           | 11 | Paul di Resta      | Force India-Mercedes | 1'16"352 | 1'39"703 | 1'44"889 | 9       |
| 10                          | 9  | Kimi Räikkönen     | Lotus-Renault        | 1'15"693 | 1'39"729 | 1'45"811 | 10      |
| 11                          | 16 | Daniel Ricciardo   | STR-Ferrari          | 1'16"516 | 1'39"789 | N.D.     | 11      |
| 12                          | 15 | Sergio Pérez       | Sauber-Ferrari       | 1'15"726 | 1'39"933 | N.D.     | 17      |
| 13                          | 14 | Kamui Kobayashi    | Sauber-Ferrari       | 1'16"481 | 1'39"985 | N.D.     | 12      |
| 14                          | 6  | Felipe Massa       | Ferrari              | 1'16"265 | 1'40"212 | N.D.     | 13      |
| 15                          | 10 | Romain Grosjean    | Lotus-Renault        | 1'16"685 | 1'40"574 | N.D.     | 19      |
| 16                          | 19 | Bruno Senna        | Williams-Renault     | 1'16"426 | 1'40"752 | N.D.     | 14      |
| 17                          | 8  | Nico Rosberg       | Mercedes             | 1'15"988 | 1'41"551 | N.D.     | 21      |
| 18                          | 17 | Jean-Éric Vergne   | STR-Ferrari          | 1'16"741 | N.D.     | N.D.     | 15      |
| 19                          | 20 | Heikki Kovalainen  | Caterham-Renault     | 1'17"620 | N.D.     | N.D.     | 16      |
| 20                          | 21 | Vitalij Petrov     | Caterham-Renault     | 1'18"531 | N.D.     | N.D.     | 18      |
| 21                          | 25 | Charles Pic        | Marussia-Cosworth    | 1'19"220 | N.D.     | N.D.     | 20      |
| 22                          | 24 | Timo Glock         | Marussia-Cosworth    | 1'19"291 | N.D.     | N.D.     | 22      |
| 23                          | 22 | Pedro de la Rosa   | HRT-Cosworth         | 1'19"912 | N.D.     | N.D.     | 23      |
| 24                          | 23 | Narain Karthikeyan | HRT-Cosworth         | 1'20"230 | N.D.     | N.D.     | 24      |
| Tempo limite 107%: 1'20"991 |    |                    |                      |          |          |          |         |

Con i tempi in grassetto sono visualizzate le migliori prestazioni in Q1, Q2 e Q3.

## Gara

### Resoconto
Prima della gara, è messa in dubbio la regolarità della mappatura del motore della Red Bull: secondo la FIA la coppia del motore è molto bassa rispetto alla media degli altri Gran Premi. Ciò potrebbe significare che la coppia venga utilizzata per influenzare l'effetto aerodinamico tramite il soffiaggio degli scarichi. Inizialmente la Federazione ha cancellato i tempi dei due piloti della Red Bull ottenuti nelle prove, così che gli stessi sarebbero stati costretti a partire dalla pit lane. Successivamente, sulla base delle delucidazioni portate da Adrian Newey, progettista della casa austriaca, la FIA ha deciso di non applicare la sanzione e si è riservata di effettuare ulteriori indagini in futuro.

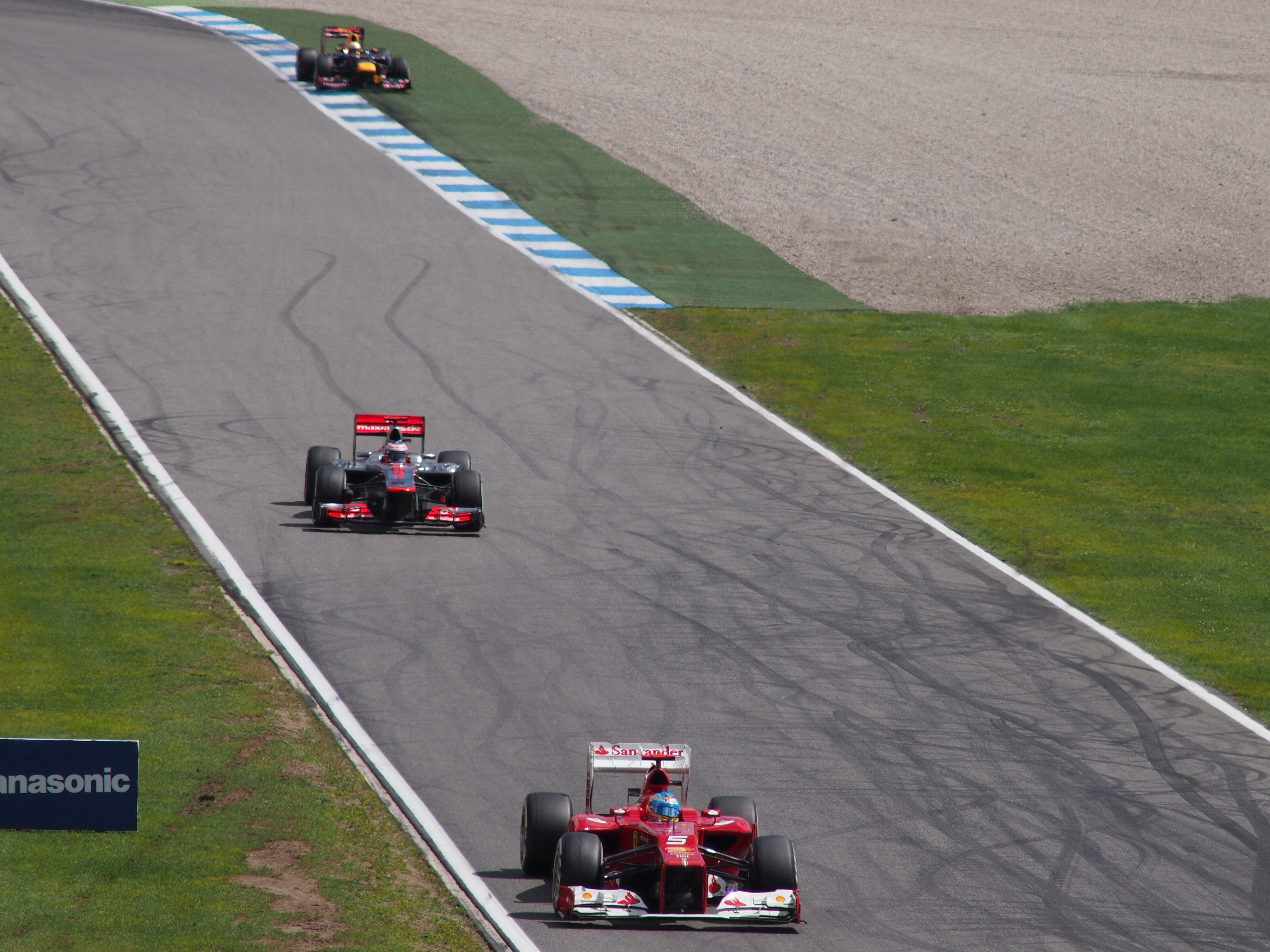
La Ferrari di Alonso precede la McLaren di Button e la Red Bull di Vettel sull'asfalto dell'Hockenheimring, in una gara che vedrà lo spagnolo conquistare il successo finale.

La gara si svolge col sole e pista asciutta. Fernando Alonso mantiene il comando al via, seguito da tre piloti tedeschi (Sebastian Vettel, Michael Schumacher, Nico Hülkenberg) e da Jenson Button. A centro gruppo Felipe Massa, scattato bene, perde l'alettone anteriore in un contatto con Daniel Ricciardo ed è costretto a fermarsi ai box. Come lui anche Bruno Senna e Romain Grosjean sono costretti a delle riparazioni. Pur in presenza di molti detriti in pista non viene fatta entrare in pista la Safety car. A farne le spese è, al terzo giro, Lewis Hamilton che entra ai box, per sostituire una gomma forata.
Al settimo giro Button passa Hülkenberg e, quattro giri dopo, anche Michael Schumacher. Un giro dopo iniziano i primi cambi gomme per i piloti di testa con Kimi Räikkönen che riesce a guadagnare un paio di posizioni salendo al sesto posto. Approfitterà poi della lotta tra Schumacher e Hülkenberg per guadagnare un ulteriore posto a scapito del tedesco della Force India. Al termine della girandola di cambi, al ventesimo giro, Fernando Alonso mantiene il comando della gara, seguito da Sebastian Vettel e Jenson Button. Questi primi tre montano tutti gomme medie. Un giro dopo Räikkönen, con gomme soft, passa Schumacher per la quarta posizione. Nico Hulkenberg inizia a faticare verso il trentesimo giro e viene passato da Perez, in grande rimonta, e poi anche da Webber.
In testa Button riesce a ridurre di distacco dai primi due a quattro secondo circa;
anche Vettel riesce ad avvicinarsi a Fernando Alonso, ma al trentacinquesimo giro il tedesco è passato da Lewis Hamilton, diciottesimo, che si sdoppia. Alle spalle dei primi risale bene Kobayashi che passa prima Webber, poi Perez fino a salire al quarto posto, quando Räikkönen effettua la sua seconda sosta. Al 40º giro Button effettua il suo secondo cambio gomme, seguito il giro seguente da Alonso e Vettel. Al rientro in pista Alonso mantiene il comando della gara, ma Vettel è passato da Button. Alla fine della seconda tornata di stop, dietro ai primi tre si trovano Kimi Räikkönen, Michael Schumacher e Nico Hülkenberg, questi ultimi due su una strategia a tre soste. Kobayashi passa al giro 45 il tedesco della Force India e agguanta la sesta piazza. Al giro 53 Schumacher va alla terza sosta e viene passato dalle due Sauber di Kobayashi e Sergio Pérez.
In questa fase Jenson Button si mantiene costantemente sotto il secondo di distacco dal battistrada Alonso, senza però impensierirlo. Negli ultimi giri lo spagnolo mantiene un ottimo ritmo, mentre l'inglese rallenta, fino a essere passato al tornante da Sebastian Vettel al penultimo giro. La manovra provoca le proteste del britannico, in quanto il tedesco ha posto tutte le quattro ruote della vettura oltre il limite della pista.
Per Alonso è la vittoria numero trenta, il 219º successo per la Ferrari. Giunge secondo Vettel, davanti a Button, prima della penalizzazione del tedesco per la manovra di sorpasso sull'inglese, giudicata non corretta dai commissari. Michael Schumacher conquista il suo 77º ed ultimo giro veloce nel mondiale, il primo dal Gran Premio del Brasile 2006 e primo pilota ultra quarantenne a marcarlo dopo Jacques Laffite al Gran Premio d'Europa 1985.

### Risultati
I risultati del Gran Premio sono i seguenti:
| Pos | Nº | Pilota             | Costruttore             | Giri | Tempo/Ritiro | Griglia | Punti |
| --- | -- | ------------------ | ----------------------- | ---- | ------------ | ------- | ----- |
| 1   | 5  | Fernando Alonso    | Ferrari                 | 67   | 1h31'05"862  | 1       | 25    |
| 2   | 3  | Jenson Button      | McLaren-Mercedes        | 67   | +6"949       | 6       | 18    |
| 3   | 9  | Kimi Räikkönen     | Lotus-Renault           | 67   | +16"409      | 10      | 15    |
| 4   | 14 | Kamui Kobayashi    | Sauber-Ferrari          | 67   | +21"925      | 12      | 12    |
| 5   | 1  | Sebastian Vettel   | Red Bull Racing-Renault | 67   | +23"732      | 2       | 10    |
| 6   | 15 | Sergio Pérez       | Sauber-Ferrari          | 67   | +27"896      | 17      | 8     |
| 7   | 7  | Michael Schumacher | Mercedes                | 67   | +28"970      | 3       | 6     |
| 8   | 2  | Mark Webber        | Red Bull Racing-Renault | 67   | +46"941      | 8       | 4     |
| 9   | 12 | Nico Hülkenberg    | Force India-Mercedes    | 67   | +48"162      | 4       | 2     |
| 10  | 8  | Nico Rosberg       | Mercedes                | 67   | +48"889      | 21      | 1     |
| 11  | 11 | Paul di Resta      | Force India-Mercedes    | 67   | +59"227      | 9       |       |
| 12  | 6  | Felipe Massa       | Ferrari                 | 67   | +1'11"428    | 13      |       |
| 13  | 16 | Daniel Ricciardo   | STR-Ferrari             | 67   | +1'16"829    | 11      |       |
| 14  | 17 | Jean-Éric Vergne   | STR-Ferrari             | 67   | +1'16"965    | 15      |       |
| 15  | 18 | Pastor Maldonado   | Williams-Renault        | 66   | +1 giro      | 5       |       |
| 16  | 21 | Vitalij Petrov     | Caterham-Renault        | 66   | +1 giro      | 18      |       |
| 17  | 19 | Bruno Senna        | Williams-Renault        | 66   | +1 giro      | 14      |       |
| 18  | 10 | Romain Grosjean    | Lotus-Renault           | 66   | +1 giro      | 19      |       |
| 19  | 20 | Heikki Kovalainen  | Caterham-Renault        | 65   | +2 giri      | 16      |       |
| 20  | 25 | Charles Pic        | Marussia-Cosworth       | 65   | +2 giri      | 20      |       |
| 21  | 22 | Pedro de la Rosa   | HRT-Cosworth            | 64   | +3 giri      | 23      |       |
| 22  | 24 | Timo Glock         | Marussia-Cosworth       | 64   | +3 giri      | 22      |       |
| 23  | 23 | Narain Karthikeyan | HRT-Cosworth            | 64   | +3 giri      | 24      |       |
| Rit | 4  | Lewis Hamilton     | McLaren-Mercedes        | 56   | Foratura     | 7       |       |

## Classifiche Mondiali

### Piloti
| Pos | Pilota             | Punti |
| --- | ------------------ | ----- |
| 1   | Fernando Alonso    | 154   |
| 2   | Mark Webber        | 120   |
| 3   | Sebastian Vettel   | 110   |
| 4   | Kimi Räikkönen     | 98    |
| 5   | Lewis Hamilton     | 92    |
| 6   | Nico Rosberg       | 76    |
| 7   | Jenson Button      | 68    |
| 8   | Romain Grosjean    | 61    |
| 9   | Sergio Pérez       | 47    |
| 10  | Kamui Kobayashi    | 33    |
| 11  | Pastor Maldonado   | 29    |
| 12  | Michael Schumacher | 29    |
| 13  | Paul di Resta      | 27    |
| 14  | Felipe Massa       | 23    |
| 15  | Nico Hülkenberg    | 19    |
| 16  | Bruno Senna        | 18    |
| 17  | Jean-Éric Vergne   | 4     |
| 18  | Daniel Ricciardo   | 2     |

### Costruttori
| Pos | Team                    | Punti |
| --- | ----------------------- | ----- |
| 1   | Red Bull Racing-Renault | 230   |
| 2   | Ferrari                 | 177   |
| 3   | McLaren-Mercedes        | 160   |
| 4   | Lotus-Renault           | 159   |
| 5   | Mercedes                | 105   |
| 6   | Sauber-Ferrari          | 80    |
| 7   | Williams-Renault        | 47    |
| 8   | Force India-Mercedes    | 46    |
| 9   | STR-Ferrari             | 6     |

## Decisioni della FIA
Al termine della gara, Sebastian Vettel è stato penalizzato di venti secondi sul tempo totale a causa della manovra di sorpasso compiuta ai danni di Jenson Button al penultimo giro. Il tedesco viene così retrocesso dalla seconda alla quinta posizione. La manovra viene sanzionata in quanto la sua vettura era terminata con tutte e quattro le ruote al di là della riga bianca che delimita il tracciato di gara.